# HD 179201
HD 179201，又名「BD-21 5292」，「SAO 187816」、「HR 7276」，是一颗恒星，视星等为6.41，位于銀經15.55，銀緯-14.13，其B1900.0坐标为赤經19h 6m 29.5s，赤緯-21° -14.13′ 26″。